# Władysław Górski (żołnierz)
Władysław Górski (ur. 1 czerwca?/14 czerwca 1914 w Puszkinie, zm. 18 marca 1945 w okolicy Przybiernowa) – oficer, uczestnik II wojny światowej w szeregach Armii Czerwonej i Wojska Polskiego. Kawaler orderu Virtuti Militari.
Syn Józefa Górskiego, polskiego maszynisty kolejowego mieszkającego w Puszkinie w Rosji. Edukację zakończył, jako absolwent  szkoły zawodowej i rozpoczął pracę jako ślusarz w Leningradzie. W latach 1936–1937 odbył zasadniczą służbę wojskową w Armii Czerwonej jako mechanik-kierowca. Po ataku III Rzeszy na Związek Radziecki, 1 lipca 1941 roku został zmobilizowany. Walczył m.in. w obronie Leningradu. Służąc w Leningradzkiej Armii Pospolitego Ruszenia awansowany został do stopnia kapitana.
W czerwcu 1943 roku jako Polak z pochodzenia, został skierowany przez dowództwo ACz do armii polskiej utworzonej w ZSRR. Powierzono mu dowództwo plutonu, a następnie kompanii cekaemów w 3 Pułku Piechoty. Po bitwie pod Lenino, w której brał udział, wydano o nim opinię: wykazał się jako śmiały, odważny i pełen inicjatywy oficer. Następnie przeszedł wraz z 3 PP szlak bojowy przez ziemie polskie. Uczestniczył w walkach o przełamanie Wału Pomorskiego. Ciężko ranny został w czasie walk o Przybiernów. Odniesione rany okazały się śmiertelne. Ciało kapitana Władysława Górskiego pochowano na cmentarzu w Przybiernowie.

## Ordery i odznaczenia
- Order Wojny Ojczyźnianej
- Krzyż Walecznych
- Virtuti Militari V klasy (pośmiertnie)[4]